# Asobara
Asobara is een geslacht van insecten uit de orde vliesvleugeligen (Hymenoptera) en de familie schildwespen (Braconidae).

## Soorten
- A. ajbelli Berry, 2007
- A. albiclava Berry, 2007
- A. anastrephae (Muesebeck, 1958)
- A. angusticellula (Papp, 1967)
- A. antipoda Ashmead, 1900
- A. apicalis Fischer, 2003
- A. aurea (Papp, 1967)
- A. bactrocerae (Gahan, 1925)
- A. citri (Fischer, 1963)
- A. epiclypealis Fischer, 2003
- A. formosae (Ashmead, 1906)
- A. fungicola (Ashmead, 1894)
- A. gahani (Papp, 1969)
- A. ghesquierei (Fischer, 1963)
- A. glabrisulcata Fischer, 2003
- A. japonica Belokobylskij, 1998
- A. kapiriensis Fischer, 2007
- A. kovacsi (Papp, 1966)
- A. leveri (Nixon, 1939)
- A. malawiana Fischer, 2007
- A. napocola Fischer, 2007
- A. nigerrima Fischer, 2003
- A. obliqua (Papp, 1969)
- A. orientalis Viereck, 1913
- A. persimilis (Prince, 1976)
- A. pleuralis (Ashmead, 1905)
- A. pumilio Fischer & Samiuddin, 2008
- A. rossica Belokobylskij, 1998
- A. rubra (Papp, 1969)
- A. rufescens (Forster, 1862)
- A. rufimalawiana Fischer, 2007
- A. sinefovea Fischer, 2007
- A. subalata (Zaykov & Fischer, 1982)
- A. subdentata (Granger, 1949)
- A. tabida (Nees, 1834)
- A. tabidula (Tobias, 1962)
- A. transversaria Fischer, 2007
- A. ugandensis Fischer, 2007
- A. vastifica (Papp, 1967)